# Hammada wakhanica
Hammada wakhanica là loài thực vật có hoa thuộc họ Dền. Loài này được (Paulsen) Iljin mô tả khoa học đầu tiên năm 1948.